# Psychedelischer Felsengecko
Der Psychedelische Felsengecko (Cnemaspis psychedelica) ist eine Echsenart aus der Gattung Cnemaspis in der Familie der Geckos (Gekkonidae). Er wurde erst 2009 entdeckt und 2010 wissenschaftlich beschrieben. Das Verbreitungsgebiet beschränkt sich auf die kleinen, der Südküste Vietnams vorgelagerten Inseln Hon Khai und Hon Tuong in der Provinz Cà Mau. Das Artepitheton bezieht sich auf die leuchtende, unstimmige Musterung, die an die psychedelischen Farbmuster der Hippieära erinnert.

## Merkmale
Ausgewachsene Männchen erreichen eine Kopf-Rumpf-Länge von 75,3 mm und ausgewachsene Weibchen eine Kopf-Rumpf-Länge von 72,2 mm. Der kleine, robuste Körper ist schwach gekielt. Die Rückenschuppen sind ungefähr gleich groß und am gesamten Körper mit etwas größeren schwach gekielten Tuberkeln vermischt, die mehr oder weniger in Längsrichtung angeordnet sind, insbesondere im Wirbelbereich.
Der Psychedelische Felsengecko unterscheidet sich von allen anderen südostasiatischen Arten der Gattung Cnemaspis durch sein Farbmuster bei beiden Geschlechtern und bei allen Altersklassen. Die Vordergliedmaßen, die Hände, die Füße und der Schwanz sind leuchtend orange. Das dorsale Schuppenkleid ist blaugrau. Die Flanken weisen drei oder vier gelbliche Querbinden auf. Der Nacken ist durch ein hellgelbes Netzmuster gekennzeichnet, das mit dicken, schwarzen Längslinien überdeckt ist. Der Kopf ist grünlich.

## Status
Der Psychedelische Felsengecko wurde 2016 in Anhang I des Washingtoner Artenschutzabkommens (CITES) und in die Kategorie Stark gefährdet (EN, endangered) der Roten Liste der IUCN aufgenommen. Seit 2013 wurde die Art in Europa und in der Russischen Föderation regelmäßig legal zum Verkauf angeboten, für 2.500 bis 3.000 Euro pro Paar. Die aktuelle Einstufung verbietet nun den Erwerb der Geckos. 2014 wurde unter Mitwirkung von Thomas Ziegler vom Kölner Aquarium auf der Insel Hòn Mê eine Erhaltungszuchtanlage in Betrieb genommen, wo 2015 die Welterstzucht des Psychedelischen Felsengeckos in menschlicher Obhut gelang.